# Barbacoas jezik
Barbacoas jezik (ISO 639-3: bpb), danas izumrli jezik koji se govorio u blizini grada Barbacoas u kolumbijskom departmanu Nariño. Zajedno s danas živim jezikom awa-cuaiquer [kwi] činio je jezičnu podskupinu pasto i pripadao barbakoanskoj porodici.
U prošlosti su (kaže Juan de Velasco; Daniel G. Brinton) plemena Barbacoa, Telembí i Iscuandé činili konfederaciju koju su zastupali devet članova iz tri plemena.

## Vanjske poveznice
- Ethnologue (14th)
- Ethnologue (15th)